# Aeolian
Albums de The Ocean
Fluxion
(2004) Precambrian
(2007)
Aeolian est le troisième album studio du groupe de metal progressif allemand The Ocean, sorti le 28 novembre 2005 sous le label Metal Blade Records. Il s'agit de la seconde partie d'un double album commencé avec Fluxion, sorti en 2004.
Plusieurs artistes chantent sur Aeolian, dont Meta, Thomas Hallborm (Breach), Sean Ingram (Coalesce) et Nate Newton (Converge). Le style de l'album est comparé à Neurosis, Isis ou encore Meshuggah.

## Liste des titres
| 1.    | The City in the Sea                | 7:33 |
| 2.    | Dead Serious & Highly Professional | 1:28 |
| 3.    | Austerity                          | 9:40 |
| 4.    | Killing the Flies                  | 7:14 |
| 5.    | Une Saison en Enfer                | 4:58 |
| 6.    | Necrobabes.com                     | 2:14 |
| 7.    | One with the Ocean                 | 2:35 |
| 8.    | Swoon                              | 5:00 |
| 9.    | Queen of the Food-Chain            | 7:11 |
| 10.   | Inertia                            | 5:10 |
| 53:03 |                                    |      |